# Pteroscion peli
Pteroscion peli és una espècie de peix de la família dels esciènids i de l'ordre dels perciformes.

## Morfologia
- Els mascles poden assolir 32 cm de longitud total.[5][6]

## Alimentació
Menja peixos, cefalòpodes, gambes i anèl·lids.

## Depredadors
A Nigèria és depredat per Pseudotolithus senegalensis i Pseudotolithus typus.

## Hàbitat
És un peix de clima tropical (46°N-9°S, 19°W-15°E) i bentopelàgic que viu entre 0-200 m de fondària.

## Distribució geogràfica
Es troba a l'oceà Atlàntic oriental: des del Senegal fins a Namíbia.

## Observacions
És inofensiu per als humans.